# Holocaust Studies and Materials
Holocaust Studies and materials – anglojęzyczna wersja  rocznika naukowego powstającego w kręgu badaczy skupionych wokół Centrum Badań nad Zagładą Żydów. Prezentuje wybory najciekawszych artykułów opublikowanych w ciągu trzech w polskiej edycji rocznika Zagłada Żydów. Studia i Materiały. Wydawnictwo ciągłe poświęcone w całości tematyce związanej z Zagładą Żydów. Pismo adresowane jest nie tylko do grupy badaczy zajmujących się Zagładą, lecz także do studentów i wszystkich zainteresowanych tym tematem. Każdy z numerów rocznika stanowi swoistą całość monograficzną. Autorzy publikacji reprezentują różne generacje i podejścia badawcze. Wspólnym mianownikiem łączącym ich teksty jest waga, jaką poświęcają sprawie traktowania i krytyki źródeł historycznych. Ważną częścią pisma jest rozbudowany dział omówień i recenzji.
W skład redakcji wchodzą: Dariusz Libionka (red. nacz.), Barbara Engelking-Boni, Jacek Leociak, Jan Grabowski. Sekretariat redakcji: Agnieszka Haska, Jakub Petelewicz.

## Układ czasopisma
- Studies
- Materials
- From research workshops
- Points of view
- Contents of Polish language editions
- Others

## Adres redakcji
Zagłada Żydów. Studia i Materiały
ul. Nowy Świat 72 pok. 120
00-330 Warszawa